# Angyali üdvözlet katedrális (Marosvásárhely)
A marosvásárhelyi Angyali üdvözlet katedrális, ismert nevén kiskatedrális (románul Catedrala Buna Vestire) a belvárosban, a polgármesteri hivatal mellett található. Mérete nem egy kisebb katedrálist idéz, hanem inkább egy nagyobb kápolnáéhoz hasonló. Az 1926-1936-ban épült templomot a római Szent Péter-bazilika mintájára tervezték, innen ered az elnevezése. 1936. szeptember 8-án szentelték fel. 1948-ban a kommunista karhatalom betiltotta a görögkatolikus egyház működését, ezért a templomot a görögkeletiek kapták meg. A román görögkatolikus egyház többször kérvényezte az épület visszaszolgáltatását, de ez még nem történt meg.